# Angéline Furet
Angéline Furet (ur. 24 lipca 1981 w Le Mans) – francuska polityk i prawniczka, posłanka do Parlamentu Europejskiego X kadencji.

## Życiorys
Kształciła się w szkole średniej Prytanée national militaire, uzyskała magisterium z prawa i nauk politycznych na Université d’Aix-Marseille (z siedzibą w Aix-en-Provence). Pracowała we wspólnotach gmin w departamencie Sarthe, następnie przez kilka lat w kancelarii prawniczej w Stanach Zjednoczonych. Po powrocie do Francji zajęła się prowadzeniem własnej firmy świadczącej usługi z zakresu doradztwa prawnego. Działała w ugrupowaniu Powstań Francjo. Później dołączyła do Zjednoczenia Narodowego, w którym objęła funkcję delegatki do spraw departamentu Sarthe. W wyborach w 2024 uzyskała mandat deputowanej do Europarlamentu X kadencji.